# Mount Carroll
Mount Carroll is een plaats (city) in de Amerikaanse staat Illinois, en valt bestuurlijk gezien onder Carroll County.

## Demografie
Bij de volkstelling in 2000 werd het aantal inwoners vastgesteld op 1832. In 2006 is het aantal inwoners door het United States Census Bureau geschat op 1689, een daling van 143 (-7,8%).

## Geografie
Volgens het United States Census Bureau beslaat de plaats een oppervlakte van 4,9 km², geheel bestaande uit land. Mount Carroll ligt op ongeveer 247 m boven zeeniveau.

## Plaatsen in de nabije omgeving
De onderstaande figuur toont nabijgelegen plaatsen in een straal van 20 km rond Mount Carroll.